# Запорізький національний університет
Запорізький національний університет (ЗНУ) — заклад вищої освіти IV рівня акредитації, центр освіти і науки, осередок збирання і розповсюдження цінностей української культури Придніпровського регіону, один із найвідоміших класичних університетів України. До його структури входить 16 факультетів, 76 кафедр, Економіко-правничий і Торговий коледжі ЗНУ, Інженерний інститут Запорізького національного університету (до складу якого входять 4 факультети та міжфакультетська кафедра загальноосвітніх дисциплін). З 1996 року університет перейшов на триступеневе навчання — забезпечується підготовка бакалаврів, спеціалістів та магістрів.

## Інститути та факультети
До структури ЗНУ входять 17 факультетів:
- Фізичний факультет
- Математичний факультет
- Факультет історії та міжнародних відносин
- Факультет соціології та управління
- Факультет іноземної філології
- Філологічний факультет
- Біологічний факультет
- Економічний факультет
- Факультет фізичного виховання
- Юридичний факультет
- Факультет соціальної педагогіки та психології
- Факультет менеджменту
- Факультет журналістики
- Криворізький факультет
- Нікопольський факультет
- Кримський факультет
- Економіко-гуманітарний факультет у м. Мелітополі

Коледжі:
- Економіко-правничий коледж ЗНУ
- Торговий коледж ЗНУ

Інженерний навчально-науковий інститут ім. Ю.М. Потебні
Освітні центри:
- Центр післядипломної освіти
- Центр вивчення іноземних мов
- Центр «Англійська для малюків»
- сектор бізнес-освіти
- Французький лінгвістичний центр
- Центр вивчення німецької мови при Ґете-інституті.
- Центр вивчення іноземних мов ЗНУ — заснований у 1996 році у співпраці з Британською Радою, є першим центром вивчення іноземних мов у місті Запоріжжі. В Центрі представлені наступні мови: англійська, іспанська, італійська, польська, турецька.
- Центр «Англійська для малюків» — заснований у 2010 році у співробітництві зі спеціалістами вищих навчальних закладів Німеччини, Швеції, Швейцарії, Норвегії, в якому викладається інтерактивний курс англійської мови для дітей віком 4-7 років.

## Спеціальності
ЗНУ пропонує отримати освіту з 39 спеціальностей: математика, прикладна математика, інформатика, фізика, фізика твердого тіла, прикладна фізика, фінанси, облік і аудит, економічна кібернетика, історія, архівознавство, українська мова і література, журналістика, видавнича справа та редагування, англійська мова і література та друга іноземна мова, німецька мова і література та друга іноземна мова, французька мова і література та друга іноземна мова, переклад з першої та другої іноземної мови, іспанська мова і література та друга іноземна мова, біологія, екологія та охорона навколишнього середовища; хімія, фізичне виховання; олімпійський та професійний спорт, фізична реабілітація, правознавство, соціальна педагогіка, психологія, театральне мистецтво, менеджмент організацій, менеджмент зовнішньо-економічної діяльності, логістика, соціальна робота, соціологія, політологія.

## Корпуси
1-й навчальний корпус ЗНУ:
- Фізичний факультет
- Математичний факультет
- Приймальня ректора
- Відділ кадрів
- Центр інформаційних технологій
- Музей ЗНУ
- Загальний відділ

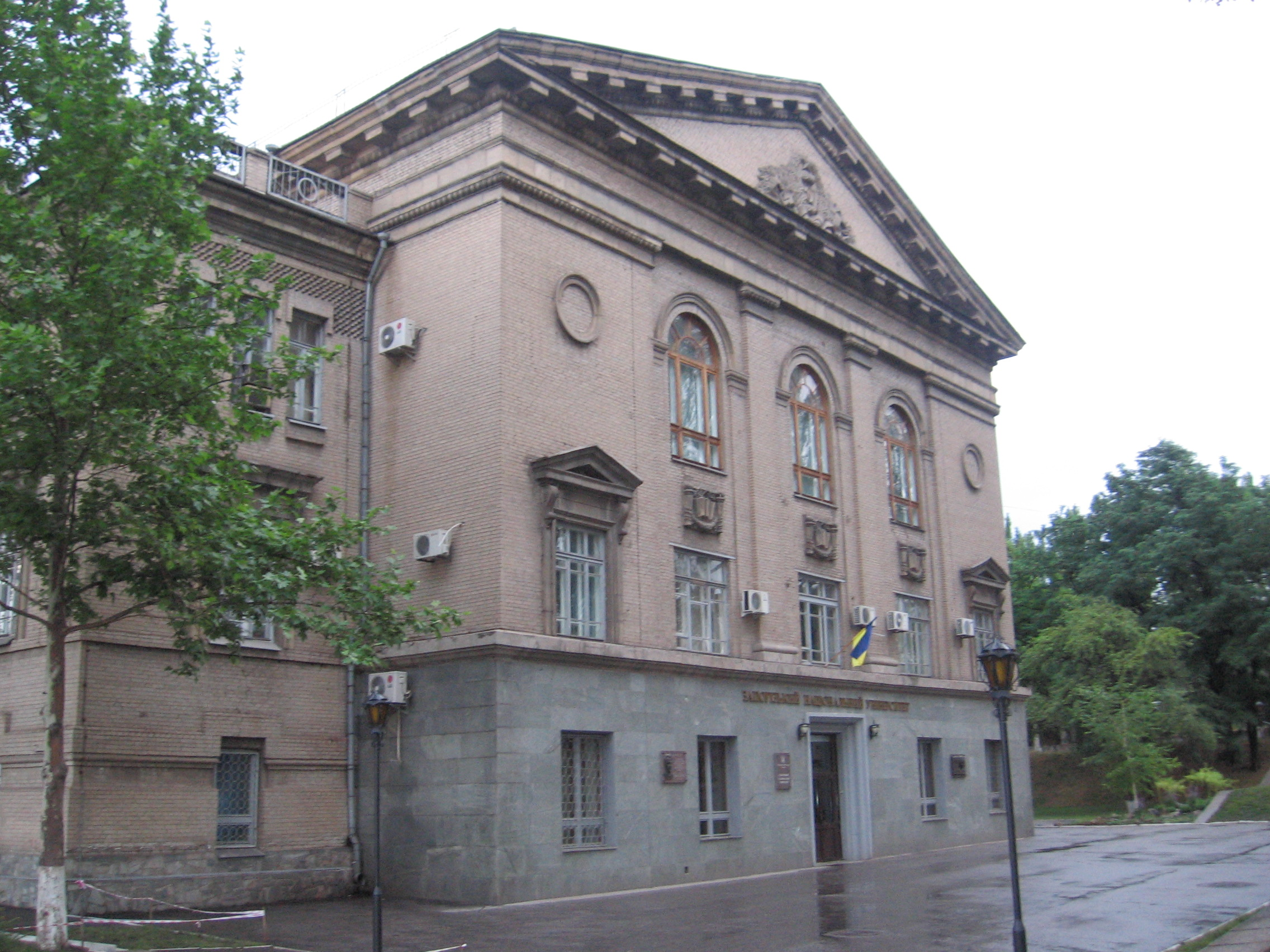
1-й корпус ЗНУ

- Відділ міжнародних зв'язків та роботи з іноземними студентами
- Приймальня проректорів із науково-педагогічної роботи
- Конференційна зала
- Лабораторія теорії та методики навчання фізики ім. О. В. Сергєєва

2-й навчальний корпус ЗНУ:
- Наукова бібліотека

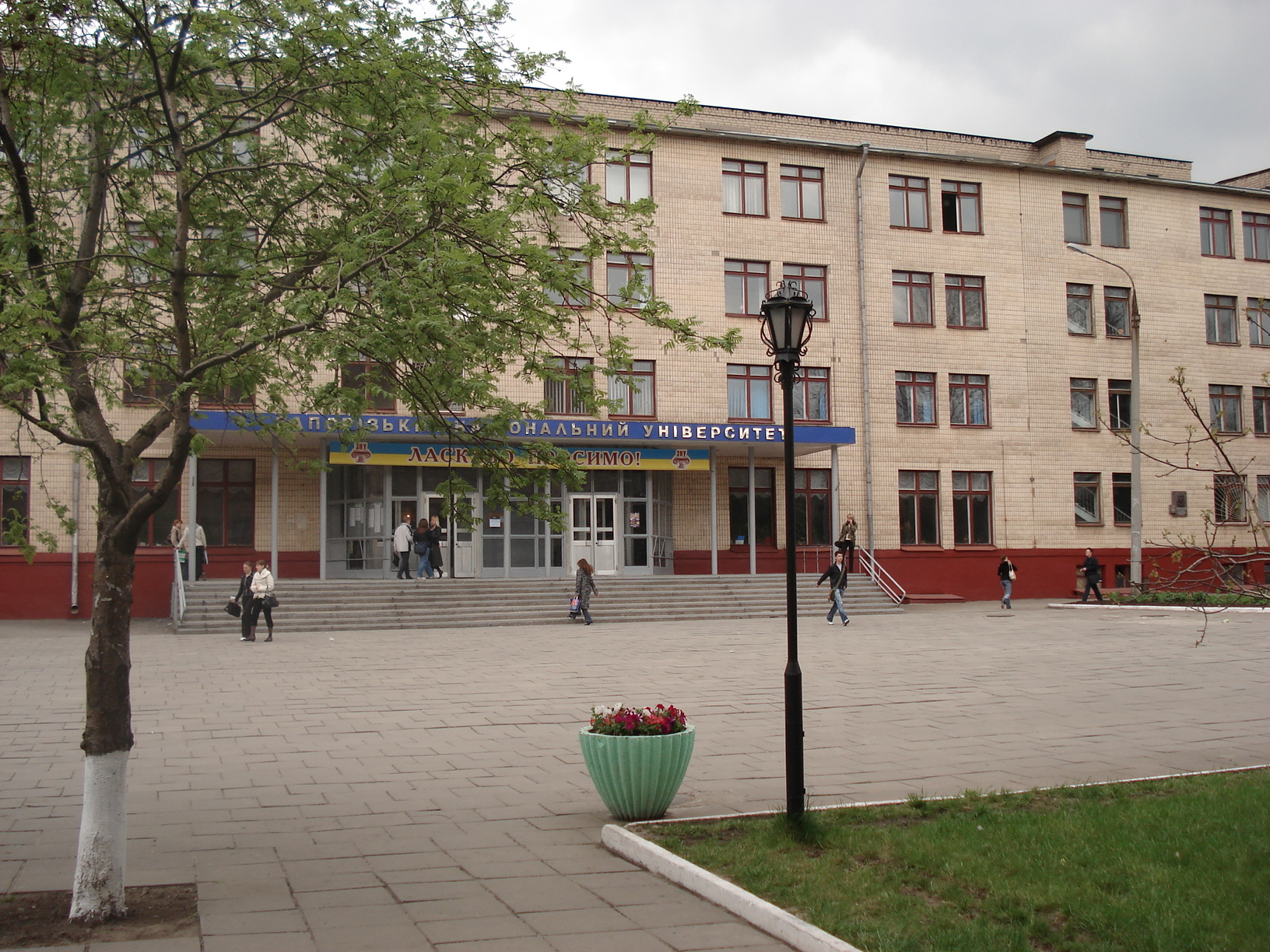
2-й корпус ЗНУ

- Зал електронних ресурсів Наукової бібліотеки
- Центр інтенсивного вивчення іноземних мов
- Ресурсний центр американознавства
- Приймальна комісія
- Факультет журналістики
- Філологічний факультет
- Факультет іноземної філології
- Економіко-правничий коледж
- Актова зала
- Світлиця
- Відділ організаційної роботи, контролю і режиму
- Рада молодих учених

3-й навчальний корпус ЗНУ:

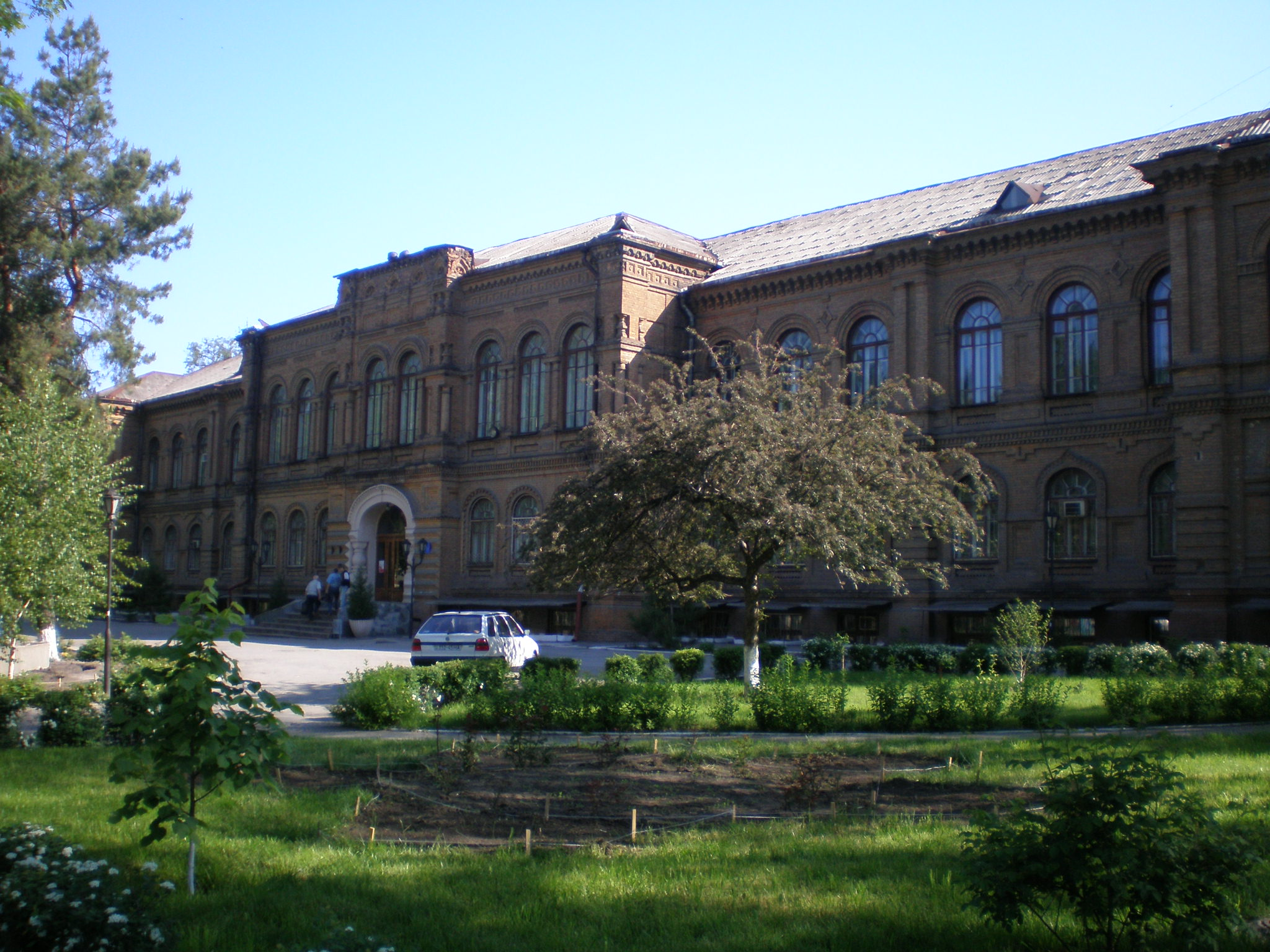
3-й корпус ЗНУ (колишня жіноча гімназія)

- Регіональний науково-виробничий центр «Екологія»
- Біологічний факультет

4-й навчальний корпус ЗНУ:

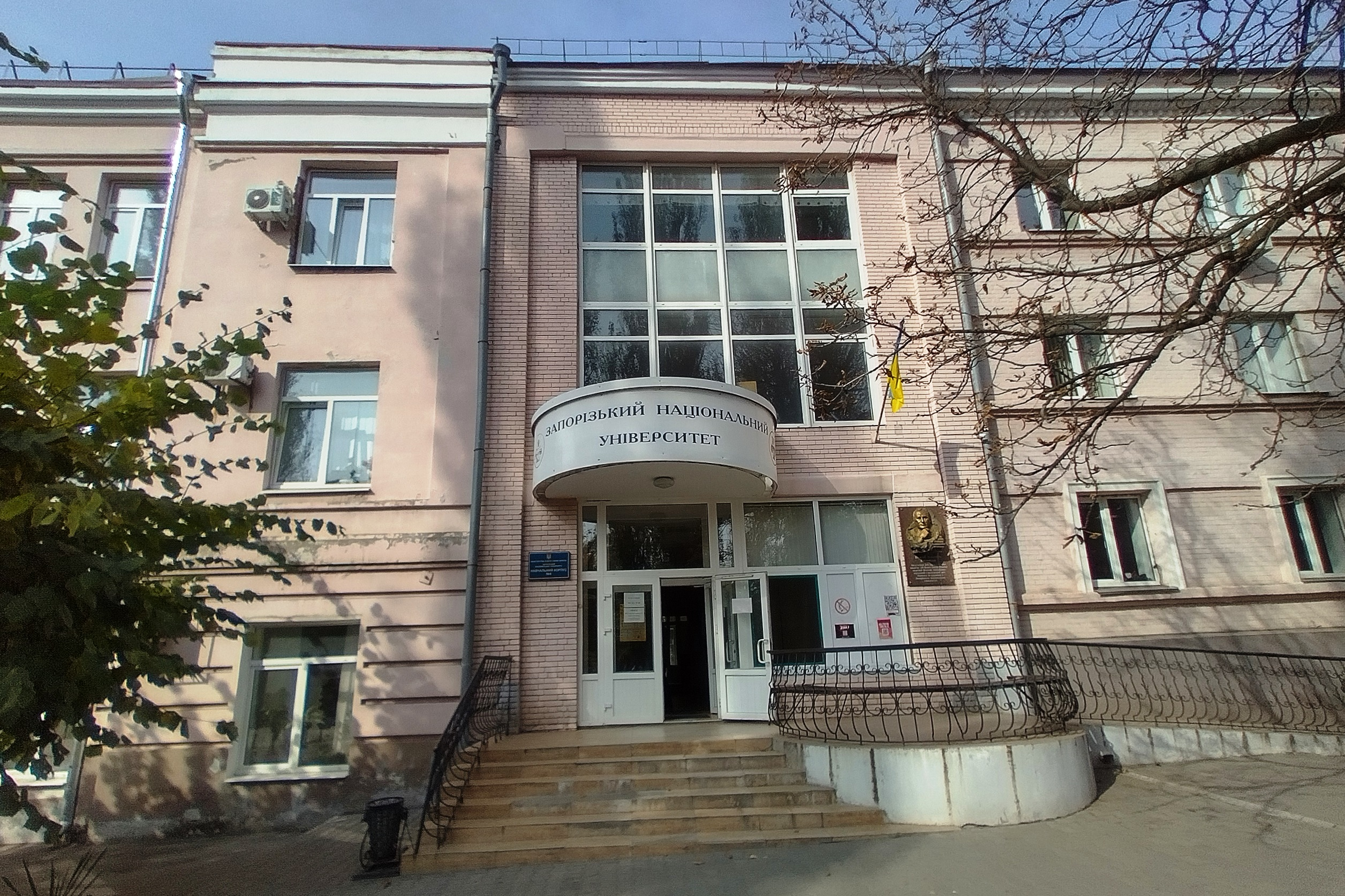
4-й корпус ЗНУ

- Відділ бухгалтерського обліку, фінансової та бюджетної звітності
- Відділ виховної роботи
- Вчена рада
- Студентська рада
- Профспілковий комітет
- Факультет фізичного виховання
- Кафедра філософії
- Кабінет анатомії імені доктора Левіна
- Студентський сектор профспілки
- Кабінет патентно-ліцензійного забезпечення Науково-дослідна частина
- Відділ аспірантури і докторантури
- Адміністративно-господарча частина
- Служба працевлаштування
- Юридичний відділ
- Відділ з навчальної роботи
- Розрахунковий відділ
- Планово-фінансовий відділ
- Відділ державних закупівель
- Центр культурно-масової роботи
- Штаб цивільної оборони
- Відділ охорони праці
- Науково-технічна рада
- Наукове товариство студентів та аспірантів
- Експлуатаційно-технічний відділ
- Служба соціального розвитку

5-й навчальний корпус ЗНУ:
- Економічний факультет
- Історичний факультет
- Юридичний факультет

6-й навчальний корпус ЗНУ
- Факультет менеджменту

5-й корпус ЗНУ

- Факультет соціології та управління
- Санаторій-профілакторій
- Студентський медпункт
- Відділ моніторингу якості освіти і ліцензування

7-й корпус ЗНУ (спортивний комплекс)

- Центр післядипломної освіти
- Центр вивчення іноземних мов

7-й навчальний корпус (спортивний комплекс):
- Спортивний клуб
- Тренажерні зали
- Спортивні зали

8-й навчальний корпус ЗНУ

8-й корпус ЗНУ (колишній БК ім. Дроб'язка)

- Факультет соціальної педагогіки та психології
- Навчальний театр кафедри акторської майстерності

Біостанція-профілакторій на острові Хортиця — зазнала руйнувань 24 липня 2025 року, внаслідок атаки російських окупантів.
- СОТ «Славутич» (с-ще Кирилівка, Запорізька область)

Приміщення для занять студентів (аудиторні приміщення, кабінети, лабораторії тощо) — 78338,4 м2;
приміщення для науково-педагогічних (педагогічних) працівників — 4605,3 м2;
службові приміщення — 3790,5 м2;
бібліотека (у тому числі читальні зали) — 2203,6 м2;
їдальні, буфети — 3344,4 м2;
профілакторії, бази відпочинку — 5379,6 м2;
медичні пункти — 140,7 м2 .

## Міжнародна діяльність
Міжнародна діяльність ЗНУ здійснюється за такими основними напрямками:
- участь ЗНУ в міжнародних проєктах,
- співробітництво з іноземними партнерами в рамках чинних угод,
- створення нових структурних підрозділів при ЗНУ за підтримки іноземних партнерів,
- мобільність учених, викладачів та студентів університету,
- приймання іноземних делегацій та фахівців,
- викладання в ЗНУ іноземними партнерами окремих курсів, проведення семінарів та практичних занять,
- співробітництво з німецьким благодійним фондом «Марга та Курт Мелльгаард»,
- навчання іноземних студентів,
- організація спільних міжнародних наукових семінарів, літніх шкіл, країнознавчо-мовних практик для студентів.

ЗНУ співпрацює в рамках 6 міжнародних проєктів:
- Проєкт «Надання соціальних послуг у громаді», партнери: Дитячий Християнський Фонд та Уряд Швейцарії. При ЗНУ працює інформаційно-консультаційний ресурсний Центр для працівників соціальної сфери.
- Проєкт за програмою INTAS: «Оцінка впливу інвазійного виду на локальні угруповання кефалей у Середземномор'ї: вивчення угруповань паразитів». Партнери: Університет біорізноманіття, м. Валенсія (Іспанія); контрольна лабораторія загальної екології, Департамент Біорізноманіття, м. Софія (Болгарія); інститут зоології ім. Шмальгаузена, м. Київ.
- Програма «ТЕМПУС», проєкт № 23250 2002 «Магістерська програма з бізнес адміністрування та інформаційних технологій» — «Master of Business Administration & Information Technology».

Два європейські проєкти за програмою «Socrates-Erasmus» з підготовки магістрів та бакалаврів із соціальних наук з отриманням дипломів європейського зразка.
- Проєкт «Розвиток „Юридичної клініки“ в Запорізькому національному університеті», фінансування від Міжнародного Фонду «Відродження».

## Студентське життя

«Дерево щастя» поблизу 7-го корпусу ЗНУ (спортивного комплексу)

Студентський клуб культури підтримує роботу 6 студій:
- авторської пісні;
- хореографічної;
- вокальної;
- ВІА;
- театральної;
- фольклорної.

В університеті працює студентська FM-радіостанція «Юніверс», видається газета «Запорізький університет», студентський часопис «Дзига» і фахові збірники статей «Вісник Запорізького національного університету», «Наукові праці історичного факультету Запорізького національного університету», «Культурологічний вісник», «Нова філологія». Видавництво університету має змогу видавати наукову, навчальну, методичну літературу та іншу друковану продукцію. В мережі Інтернет ЗНУ презентує його офіційний сайт.
ЗНУ має розвинену інфраструктуру. До послуг студентів — студентський клуб імені Дроб'язка, 2 медпункти, санаторій-профілакторій із сучасним медичним устаткуванням, база відпочинку «Славутич» на узбережжі Азовського моря та біостанція-профілакторій на острові Хортиця.

## Історія заснування і становлення
1 грудня 1921 року в Запоріжжі було відкрито трирічні педагогічні курси, які мали статус вищого навчального закладу, а в середині 1920-х років вони були реорганізовані в педагогічний технікум.
З будівництвом Дніпровської ГЕС та інтенсивним розвитком міста наприкінці 1920 — початку 1930-х років виникла проблема у відсутності педагогічних кадрів. Педагогічний технікум вже не справлявся з навантаженням, тому у 1930 році педагогічний технікум було реорганізовано в Інститут соціального виховання з двома секторами — соціального виховання та професійної освіти. Станом на 1 січня 1931 року в інституті навчалося 318 студентів, працювало 30 викладачів. У 1933 році він отримав нову назву — Запорізький державний педагогічний інститут.
Пріоритетним завданням ВНЗ була підготовка вчителів для семирічних шкіл і професійних навчальних закладів. Пізніше у складі інституту були створені два факультети: соціально-економічний (з історико-економічним і літературно-лінгвістичним відділеннями) і техніко-математичний (з фізичним і математичним відділеннями). Інститут готував викладачів для робітфаків, ФЗУ і технікумів. З серпня 1933 року на чотирьох факультетах: історичному (з історичним і економічним відділеннями), мови і літератури, фізико-математичному і природничому (з біологічним і хімічним відділеннями) — тривала підготовка вчителів для середніх загальноосвітніх шкіл. Розташовувався інститут в приміщеннях колишніх чоловічої та жіночої гімназій і комерційного училища.
У передвоєнному 1940/1941 навчальному році в університеті навчалося 4062 студенти, працювало 86 викладачів.
У повоєнні роки в інституті готували філологів, фізиків, математиків, хіміків та біологів. 1960-ті роки внесли нові зміни у структурі інституту — почалася підготовка вчителів музики та співів, англійської, німецької, французької мов, фізичної культури. На початку 1970-х років почав працювати історичний факультет.

### Запорізький державний університет
Необхідність відкриття в Запоріжжі університету диктувалась об'єктивними умовами розвитку регіону в цілому. За повоєнні роки темпи розвитку народного господарства, науки, освіти, культури зростали — відповідно до вимог часу. Зароджувались нові галузі економіки. Відчувалась гостра потреба в кадрах найновіших спеціальностей та нового якісного рівня. Дефіцит міг заповнити лише навчальний заклад вищого, університетського типу. Одним з головних ініціаторів перетворення педагогічного інституту на університет був Михайло Всеволожський, який працював у 1966—1985 роках першим секретарем обкому партії. У 2001 році при вході до 2-го корпусу ЗНУ була встановлена пам'ятна дошка Михайлу Всеволожському, барельєф якої виконав Олексій Башкатов.
16 серпня 1985 року Запорізький державний педагогічний інститут було реорганізовано в класичний університет. Ректором новоствореного університету було призначено доктора технічних наук, професора, заслуженого діяча науки і техніки України, В'ячеслава Толока. Перше університетське прийняття становило 980 студентів — 500 було прийнято на денне відділення, 250 — на вечірнє і 230 — на заочне.
За роки існування університету істотно змінилась його структура. У 1987 році було відкрито біологічний факультет. У 1990 році відбувся розподіл фізико-математичного факультету на фізичний та математичний факультети. У наступному році відкрито економіко-правовий факультет, який пізніше було поділено на економічний та юридичний факультети. У 1992 році створено факультет додаткової спеціальності, на базі якого відкрито факультет соціальної педагогіки та психології та факультет післядипломної освіти. У 1995 році було відкрито факультети менеджменту та довузівської підготовки. У 1996 році відбулося перейменування математичного факультету на факультет математики та економічної кібернетики, у 1997 році — факультету романо-германської філології на факультет іноземної філології.
У 1998 році на будівлі університету відкрита меморіальна дошка українському письменнику, драматургу, педагогу, фольклористу Михайлу Стельмаху, який тричі відвідував Запоріжжя.
24 грудня 2004 року вийшов указ президента України Леоніда Кучми № 1536 «Про надання Запорізькому державному університету статусу національного». Як сказано в цьому документі, високий статус надається, «враховуючи загальнонаціональне і міжнародне визнання результатів діяльності ЗДУ, його вагомий внесок у розвиток національної науки».
1 серпня 2025 року Наглядова рада Запорізького національного університету обрала переможця конкурсу на посаду ректора вишу — завідувачку кафедри комп'ютерних наук Галину Шило. 

## Ректори
- Мельник Ф. П. (1930—1932)
- Митрофанов І. Х. (1932—1933)
- Волков Г. О. (1934—1937)
- Поселянін В. А. (1937—1941)
- Тарасенко В. Я. (1943—1945)
- Лобер Д. Є. (1945—1952)
- Шакало М. Б. (1952—1968)
- Черненко А. М. (1968—1974)
- Горпинич В. О. (1975—1978)
- Іващенко Ю. В. (1979—1984)
- Толок В. О. (1984—2003)
- Савін В. В. (2003—2005)
- Турченко Ф. Г. (2005, в. о. ректора)
- Тимченко С. М. (2005—2011)
- Бондар О. Г. (2011—2012, в. о. ректора)
- Фролов М. О. (2012—2024)
- Бондар О. Г. (2024—2025, в.о. ректора)
- Шило Г. М. (2025 — понині)

## Науковці та викладачі
- Клочко Любов Іванівна (нар. 1959) — радянська і українська спортсменка-легкоатлетка. Спеціалізувалася в бігу на довгі дистанції. Майстер спорту СРСР міжнародного класу.

## Відомі випускники
- Бабак Іван Ілліч — льотчик- винищувач, Герой Радянського Союзу
- Вольвач Павло Іванович — український письменник.
- Жупіна Олена Григорівна — заслужений майстер спорту зі стрибків у воду, бронзовий призер олімпіади у Сиднеї, двократний Чемпіон світу.
- Зінов'єва-Орлова Олена Петрівна (нар. 1980) — українська важкоатлетка. Майстер спорту, майстер спорту міжнародного класу.
- Кібець Іван Михайлович — поет-воїн, вчитель, літератор, етнограф, краєзнавець, живописець, народний умілець.
- Коломоєць Тетяна Олександрівна — український правознавець, Заслужений юрист України.
- Осадчий В'ячеслав Володимирович — Відмінник освіти України, академік Української Академії Акмеології, доктор педагогічних наук.
- Лепський Максим Анатолійович — декан факультету соціології та управління, доктор філософських наук, доцент.
- Павленко Ірина Яківна — фольклорист, літературознавець, доктор філологічних наук (2009), професор (2011), завідувач кафедри російської філології (з 2008).
- Проценко Іван Сергійович — педагог, краєзнавець, учасник французького руху опору, ветеран ІІ Світової війни, лауреат обласної краєзнавчої премії ім. Ястребова.
- Сидоренко Володимир Петрович — майстер спорту з боксу, чотирикратний чемпіон світу за версією WBA в другій категорії найлегшої ваги (до 53,5 кг), бронзовий призер Олімпіади у Сіднеї.
- Силантьєв Денис Олегович — заслужений майстер спорту України з плавання. Фіналіст Олімпіади-1996. Чемпіон Світу і Європи, Чотирикратний володар Кубка Світу, Срібний призер XXVII Олімпійських ігор в м. Сідней, Чемпіон світу-98, чотирикратний володар Кубка світу в номінації батерфляй.
- Соболєв Сергій Владиславович — народний депутат України.
- Старух Олександр Васильович — екс-голова Запорізької обласної державної адміністрації.
- Стражева Ольга Володимирівна — олімпійська чемпіонка зі спортивної гімнастики.
- Ціватий Вячеслав Григорович — ректор Дипломатичної академії України (2012—2017).
- Яма Владислав Миколайович — володар Кубку України, переможець відкритого чемпіонату Лондона зі спортивних танців, фіналіст телевізійного проєкту «Танці з зірками».

## Нагороди та репутація
- 1930 року — засновано Запорізький інститут народної освіти
- 1933 року отримав нову назву — Запорізький державний педагогічний інститут.
- 16 серпня 1985 року — отримав статус державного університету
- 30 березня 2010 року університет отримав IV рівень акредитації
- З 1999 року є членом Європейської асоціації університетів (ЕАІЕ)
- З 2003 року є членом міжнародної асоціації соціології та адміністрування.
- 24 грудня 2004 року університету надано статус Національного.
- З 1995 року діє навчально-науковий комплекс «Запорізький університет» (інститути, коледжі, технікуми, училища та близько 50 шкіл міста й області).
- У 2008 році в ЗНУ відкрито Економіко-правничий коледж
- з 1 лютого 2009 року — Торговий коледж
- з 30 березня 2009 року — Економіко-гуманітарний факультет у м. Мелітополі.
- 2000 року ЗДУ нагороджений Почесною Грамотою Кабінету Міністрів України
- 2006 року ЗНУ нагороджений Почесною грамотою Верховної Ради України.
- За результатами виставки «Освіта та кар'єра-2011» ЗНУ отримав почесне звання «Лідер національної освіти» та став переможцем у номінації «Розвиток студентської науково-дослідної роботи».
- За результатами виставки «Освіта та кар'єра-2012» ЗНУ отримав золоту медаль та відповідний диплом у номінації «Розвиток матеріально-технічної бази навчального закладу».
- За результатами виставки «Освіта та кар'єра-2013» (11-13 квітня 2013 р.) ЗНУ отримав гран-прі та відповідний диплом у номінації «Міжнародне співробітництво в галузі освіти і науки».
- За результатами виставки «Освіта та кар'єра-2013» (14-16 листопада 2013 р.) ЗНУ отримав гран-прі та відповідний диплом в номінації «Найкращий дизайн офіційного сайту вищого навчального закладу».